# 自由意志論
『自由意志論』（じゆういしろん、ラテン語題名表記De libero arbitrio diatribe sive collatio）とは、エラスムスが1524年に著した著作。『評論「自由意志」』,『自由意志について』とも訳される。
マルティン・ルターはこれに対する反論として『奴隷意志論』を書いた。

## 翻訳
- 山内宣訳『評論「自由意志」』(聖文舎)